# Świedziebnia (gromada)
Świedziebnia (pocz. Swiedziebnia) – dawna gromada, czyli najmniejsza jednostka podziału terytorialnego Polskiej Rzeczypospolitej Ludowej w latach 1954–1972.
Gromady, z gromadzkimi radami narodowymi (GRN) jako organami władzy najniższego stopnia na wsi, funkcjonowały od reformy reorganizującej administrację wiejską przeprowadzonej jesienią 1954 do momentu ich zniesienia z dniem 1 stycznia 1973, tym samym wypierając organizację gminną w latach 1954–1972.
Gromadę Świedziebnia z siedzibą GRN w Świedziebni utworzono – jako jedną z 8759 gromad na obszarze Polski – w powiecie rypińskim w woj. bydgoskim, na mocy uchwały nr 24/10 WRN w Bydgoszczy z dnia 5 października 1954. W skład jednostki weszły obszary dotychczasowych gromad Świedziebnia, Rokitnica, Rokitnica Nowa, Granaty, Chlebowo, Ostrów, Grzęby i Księte ze zniesionej gminy Świedziebnia w tymże powiecie. Dla gromady ustalono 21 członków gromadzkiej rady narodowej.
31 grudnia 1959 do gromady Świedziebnia włączono wieś Dzierzno ze zniesionej gromady Kretki Małe w tymże powiecie.
31 grudnia 1961 do gromady Świedziebnia włączono obszar zniesionej gromady Janowo w tymże powiecie.
Gromada przetrwała do końca 1972 roku, czyli do kolejnej reformy gminnej. 1 stycznia 1973 w powiecie rypińskim reaktywowano gminę Świedziebnia (od 1999 gmina Świedziebnia należy do powiatu brodnickiego).